# Papa Anastasio III
Anastasio III (Roma, ... – Roma, giugno/agosto/ottobre 913) è stato il 120º papa della Chiesa cattolica dal 911 alla sua morte.

## Biografia

### Origini familiari e carriera ecclesiastica
Anastasio nacque da una nobile famiglia romana. Figlio del nobile romano Luciano, si suppone che possa essere stato il figlio del predecessore, Sergio III, ma questa ipotesi potrebbe confonderlo con l'altro papa di cui si sa con buona probabilità che fosse figlio di Sergio e Marozia, Giovanni XI. Come per altri papi della sua epoca, di Anastasio III non si conosce neanche con esattezza la data in cui fu intronizzato e consacrato: alcuni ipotizzano l'aprile del 911, mentre Böhmer indica la data dell'8 settembre; il sito del Vaticano oscilla tra il giugno e il settembre di quell'anno. La confusione politica, il discredito dell'istituzione papale e la scarsità di fonti non permettono di ricostruirne neanche il cursus ecclesiasticum di Anastasio, tanto che anche l'erudito Gaetano Moroni si limita a dire che fu eletto e consacrato nel 911.
Fu nominato cardinale diacono da papa Sergio III in data ignota, tra il 904 e il 911.

### Pontificato

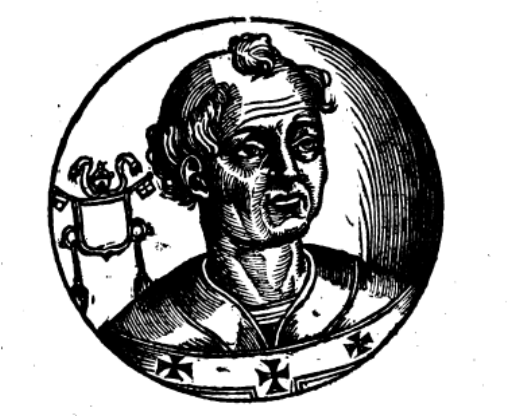
Anastasio III, disegno tratto da Bartolomeo Sacchi detto il Platina, Vite De' Pontefici, a cura di Onofrio Panvinio, per i tipografi Turrini, e Brigonci, Venezia 1663

#### Governo della Chiesa
Anastasio III governò la Chiesa per circa due anni e due mesi.

Anastasio fu espressione della potente dinastia nobiliare capeggiata da Teofilatto († 920), i signori incontrastati di Roma. Noti come “Conti di Tuscolo”, o “Tuscolani”, diedero al cristianesimo un papa Benedetto VIII (1012-1024). Il cronista Flodoardo di Reims (893-966) lodò Anastasio per la mitezza del suo governo.
Un solo documento con la sua firma si è conservato fino ad oggi: la bolla di conferimento, su richiesta del re d'Italia Berengario I (888-924), del pallio a Regenberto, vescovo di Vercelli, e la concessione di privilegi al vescovo di Pavia. Dato che sia Vercelli sia Pavia erano importanti città dei possedimenti di Berengario, si può supporre che tra il re e il papa intercorressero dei buoni rapporti.
Anastasio inoltre fu attivamente coinvolto nella determinazione e demarcazione delle diocesi della Germania.

#### Relazioni con Costantinopoli
Nel 912 Anastasio III ricevette una lettera da Nicola, appena reintegrato nella carica di Patriarca di Costantinopoli (912-925), con la quale Nicola deplorava sia l'approvazione concessa da papa Sergio III nel 906 al quarto matrimonio dell'imperatore Leone VI (886-912), sia il comportamento tenuto dagli inviati pontifici in tale occasione, ed esigeva riparazioni. Non è nota la risposta del papa, ma dev'essere stata negativa o comunque insoddisfacente, perché il patriarca tolse il nome di Anastasio III dai dittici e si produsse una profonda frattura tra Roma e Costantinopoli.

#### La conversione dei Normanni
Benché Anastasio non avesse avuto alcun ruolo importante in questo avvenimento, sotto il suo pontificato Rollone, capo dei Normanni, si convertì al cristianesimo.

### Morte e sepoltura
Anastasio III morì in una data imprecisata compresa tra il mese di giugno e la tarda estate (agosto) o addirittura l'ottobre del 913. Il sito del Vaticano, invece, riporta come plausibili tutte e tre le fonti prima riportate.
Fu sepolto in San Pietro, e sulla sua tomba fu posto quest'epitaffio:
(Baronio, p. 530)